# Down by Law (Band)
Down by Law ist eine US-amerikanische Punk-Band um den Sänger/Gitarristen Dave Smalley (Ex-DYS, Dag Nasty, Sharpshooters und All), die 1990 gegründet wurde. Die Band hat sich als eine weltweit respektierte Punk-Band etabliert. Bis 1997 veröffentlichte die Gruppe ihre CDs auf dem Label Epitaph Records. Das Album Windward Tides and Wayward Sails wurde erstmals auf Union Label Group herausgebracht.

## Diskografie
- 1991: Down by Law (Epitaph Records)
- 1993: Blue
- 1994: Punkrockacademyfightsong
- 1996: All Scratched Up
- 1997: Last of the Sharpshooters
- 1999: Fly the Flag
- 2002: Punkrockdays: The Best of DBL
- 2003: Windward Tides and Wayward Sails
- 2012: Champions at Heart
- 2018: All In (Kung Fu Records)